# 拉脱维亚国徽
拉脫維亞國徽1921年6月15日由拉脫維亞制憲會議頒佈，同年8月19日正式使用。其設計包含了象徵拉脫維亞獨立建國新設計的符號以及來自利沃尼亞公國及庫爾蘭和瑟米加利亞公國國徽上的圖案。由拉脫維亞設計師威廉姆斯·克魯明什與理哈兹·扎林士設計。
國徽分為大、中、小三個樣式。小國徽為盾徽：上方為太陽，十七道光芒代表立國之初的十七個地區；左下角為獅子，表示西部的庫爾蘭；右下角為獅鷲，表示立窩尼亞地區。盾上方有三顆五角星，象徵了歷史上的三個地區；分別為維澤梅、拉特加爾和庫薩梅。
中國徽加上了橡樹枝條。大國徽的樹枝以國旗風格的絲帶捆綁，左右以獅子和獅鷲守護著。